# Мелешень
Мелешень (рум. Meleșeni) — село в Каларашском районе Молдавии. Относится к сёлам, не образующим коммуну.

## География
Село расположено на высоте 100 метров над уровнем моря.

## Население
По данным переписи населения 2004 года, в селе Мелешень проживает 1592 человека (796 мужчин, 796 женщин).
Этнический состав села:
| Национальность | Число жителей | Процентный состав |
| -------------- | ------------- | ----------------- |
| молдаване      | 1541          | 96.8              |
| украинцы       | 21            | 1.32              |
| румыны         | 15            | 0.94              |
| русские        | 13            | 0.82              |
| гагаузы        | 1             | 0.06              |
| прочие         | 1             | 0.06              |
| Всего          | 1592          | 100%              |

## Известные уроженцы
- Петрик, Михай[рум.] (1923—2005) — молдавский художник.
- Петрик, Павел Петрович (1925—2014) — советский дипломат.